# Аккемский ледник
Аккемский ледник (ледник Родзевича) — ледник долинного типа на северном склоне горы Белуха в Алтайских горах. Был открыт и исследован Василием Сапожниковым в июне 1897 года. Он назвал ледник в честь своего сотрудника В. И. Родзевича. Однако сейчас наиболее употребляемым является название Аккем или Аккемский.
Основной частью (зоной накопления твердых атмосферных осадков) Аккемского ледника является большой цирк, окруженный с востока, юга и запада знаменитой Аккемской стеной Белухи. В образовании этой стены принимают участие склоны северо-восточного отростка Восточной вершины, обеих главных вершин вместе с седлом и западного продолжения Белухи вплоть до вершины в 4167 м. Общая длина этой стены составляет около 6 км. Часто эту стену называют отвесной, но это не верно: крутизна её около 50°, а внизу ещё несколько меньше. Длина ледника 7,8 км., площадь - 10,4 км²
Сверху донизу видны снежно-фирновые массы, образующие колоссальные навесы и карнизы, а местами чернеют пятна обнажённых скал. Аккемская стена притягивает к себе большое количество туристов. Здесь можно осуществить восхождения разной степени трудности. Ледник пологий, поверхность сильно бугриста, и идти по нему не так уж легко.
Аккемский ледник питает реку Аккем. В пяти километрах севернее ледника находится Аккемское озеро.
Аккемский ледник находится на территории природного парка «Белуха». Аккемский ледник находиться в 5-и километровой приграничной зоне, экскурсии на ледник возможны после получения пропуска в пограничном управлении (Горно-Алтайск или Усть-Кокса)